# Resolução 1244 do Conselho de Segurança das Nações Unidas
A Resolução 1244 do Conselho de Segurança das Nações Unidas autorizou uma presença civil e militar internacional em Kosovo, então parte da República Federal da Iugoslávia, a colocando sob administração interina da ONU. Foi adotada em 10 de junho de 1999. Ambos os lados no conflito subseqüentemente a adotaram no Tratado de Kumanovo.